# Clemencia Torrado Rey
Clemencia Torrado Rey (Badajoz, 13 de novembre de 1961) és una política valenciana d'origen extremeny, diputada al Congrés dels Diputats en la VII i VIII legislatures.
Filla d'un guàrdia civil, passà la infantesa a Saix i Elda. Treballa com a administrativa i és afiliada al PSPV-PSOE des de 1996. És membre de la Lliga Espanyola dels Drets de l'Home.
Ha estat diputada per la província d'Alacant a les eleccions generals espanyoles de 2000 i a les de 2004 en substitució de Leire Pajín Iraola. Ha estat membre suplent de la Delegació Espanyola en l'Assemblea Parlamentària del Consell d'Europa i de la Unió Europea Occidental (2000-2004).